# Марк Бовен
Марк Бовен (англ. Mark Bowen, нар. 7 грудня 1963, Ніт) — валлійський футболіст, що грав на позиції захисника. По завершенні ігрової кар'єри — тренер.
Виступав, зокрема, за клуб «Норвіч Сіті», а також національну збірну Уельсу.

## Клубна кар'єра
У дорослому футболі дебютував 1983 року виступами за «Тоттенгем Готспур», в якому провів чотири сезони, взявши участь у 17 матчах чемпіонату, а 1984 року виграв з командою Кубок УЄФА.
Своєю грою за цю команду привернув увагу представників тренерського штабу клубу «Норвіч Сіті», до складу якого приєднався 1987 року. Відіграв за команду з Норвіча наступні дев'ять сезонів своєї ігрової кар'єри. Більшість часу, проведеного у складі «Норвіч Сіті», був основним гравцем захисту команди, а у 1990—1992 роках був капітаном команди.
Влітку 1996 року на правах вільного агента перейшов у «Вест Гем Юнайтед», проте провів в команді лише пів року, після чого став гравцем клубу «Сімідзу С-Палс». Проте і в Японії Бовен провів лише півроку, після чого повернувся до Англії, ставши гравцем клубу «Чарльтон Атлетик». В першому сезоні з «аддікс» він виграв просування в Прем'єр-лігу в пам'ятному фіналі плей-оф проти «Сандерленда» на Вемблі, що закінчився внічию 4:4. «Чарльтон» виграв у серії пенальті, а Бовен забив один з ударів.
Він залишив «Чарльтон» рік потому через травми і в подальшому виступав за нижчолігові клуби «Віган Атлетік» та «Редінг», після чого завершив ігрову кар'єру.

## Виступи за збірну
1986 року дебютував в офіційних матчах у складі національної збірної Уельсу. Протягом кар'єри у національній команді, яка тривала 12 років, провів у формі головної команди країни 41 матч, забивши 3 голи.

## Кар'єра тренера
Розпочав тренерську кар'єру 1999 року, увійшовши до тренерського штабу Марка Г'юза, який очолив збірну Уельсу.
2001 року став асистентом Стів Брюса у «Крістал Пелесі», з яким того ж року перейшов у «Бірмінгем Сіті», де займав аналогічну посаду.
2004 року Бовен повернувся до співпраці з Марком Г'юзом, працюючи у його штабах в «Блекберн Роверз», «Манчестер Сіті», «Фулгемі» та «Квінз Парк Рейнджерсі». Після звільнення Г'юза у листопаді 2012 року, Бовен разом з Едді Недзвецьким керували «обручами» як виконувачі обов'язків тренера в одному матч проти «Манчестер Юнайтед» (1:3).
У червні 2013 року Бовен знову був включений до тренерського штабу Марка Г'юза, який очолив «Сток Сіті».

## Статистика

### Клубна
| Чемпіонат | Чемпіонат           | Чемпіонат             | Ліга | Ліга | Кубок            | Кубок            | Кубок ліги             | Кубок ліги             | Континент. змаг. | Континент. змаг. | Всього | Всього |
| Сезон     | Клуб                | Ліга                  | Ігри | Голи | Ігри             | Голи             | Ігри                   | Голи                   | Ігри             | Голи             | Ігри   | Голи   |
| Англія    | Англія              | Англія                | Ліга | Ліга | Кубок Англії     | Кубок Англії     | Кубок англійської ліги | Кубок англійської ліги | Європа           | Європа           | Всього | Всього |
| --------- | ------------------- | --------------------- | ---- | ---- | ---------------- | ---------------- | ---------------------- | ---------------------- | ---------------- | ---------------- | ------ | ------ |
| 1983/84   | «Тоттенгем Готспур» | Перший дивізіон       | 7    | 0    | 3                | 0                | 0                      | 0                      | 0                | 0                | 9      | 0      |
| 1984/85   | «Тоттенгем Готспур» | Перший дивізіон       | 6    | 0    | 0                | 0                | 0                      | 0                      | 0                | 0                | 6      | 0      |
| 1985/86   | «Тоттенгем Готспур» | Перший дивізіон       | 2    | 1    | 0                | 0                | 0                      | 0                      | 1                | 0                | 3      | 0      |
| 1986/87   | «Тоттенгем Готспур» | Перший дивізіон       | 2    | 1    | 0                | 0                | 0                      | 0                      | 0                | 0                | 2      | 1      |
| Всього    | Всього              | Всього                | 17   | 2    | 3                | 0                | 0                      | 0                      | 1                | 0                | 21     | 2      |
| 1987/88   | «Норвіч Сіті»       | Перший дивізіон       | 24   | 1    | 2                | 0                | 3                      | 1                      | 2                | 0                | 31     | 2      |
| 1988/89   | «Норвіч Сіті»       | Перший дивізіон       | 35   | 2    | 6                | 0                | 3                      | 0                      | 1                | 0                | 45     | 2      |
| 1989/90   | «Норвіч Сіті»       | Перший дивізіон       | 38   | 7    | 4                | 0                | 3                      | 0                      | 2                | 0                | 47     | 7      |
| 1990/91   | «Норвіч Сіті»       | Перший дивізіон       | 37   | 1    | 4                | 0                | 2                      | 0                      | 5                | 0                | 48     | 1      |
| 1991/92   | «Норвіч Сіті»       | Перший дивізіон       | 36   | 3    | 4                | 1                | 5                      | 0                      | 1                | 0                | 46     | 4      |
| 1992/93   | «Норвіч Сіті»       | Прем'єр-ліга          | 42   | 1    | 2                | 0                | 3                      | 0                      | 0                | 0                | 47     | 1      |
| 1993/94   | «Норвіч Сіті»       | Прем'єр-ліга          | 41   | 5    | 2                | 0                | 4                      | 0                      | 6                | 1                | 53     | 6      |
| 1994/95   | «Норвіч Сіті»       | Прем'єр-ліга          | 36   | 2    | 3                | 0                | 5                      | 0                      | 0                | 0                | 44     | 2      |
| 1995/96   | «Норвіч Сіті»       | Перший дивізіон (ІІ)  | 31   | 2    | 1                | 0                | 6                      | 0                      | 0                | 0                | 38     | 2      |
| Всього    | Всього              | Всього                | 320  | 24   | 28               | 1                | 34                     | 1                      | 17               | 1                | 399    | 27     |
| 1996/97   | «Вест Гем Юнайтед»  | Прем'єр-ліга          | 17   | 1    | 0                | 0                | 3                      | 0                      | 0                | 0                | 20     | 1      |
| Японія    | Японія              | Японія                | Ліга | Ліга | Кубок Імператора | Кубок Імператора | Кубок Джей-ліги        | Кубок Джей-ліги        | Азія             | Азія             | Всього | Всього |
| 1997      | «Сімідзу С-Палс»    | Джей-ліга             | 7    | 3    | 0                | 0                | 0                      | 0                      | 0                | 0                | 7      | 3      |
| Англія    | Англія              | Англія                | Ліга | Ліга | Кубок Англії     | Кубок Англії     | Кубок англійської ліги | Кубок англійської ліги | Європа           | Європа           | Всього | Всього |
| 1997/98   | «Чарльтон Атлетик»  | Перший дивізіон (ІІ)  | 36   | 0    | 3                | 0                | 0                      | 0                      | 3                | 0                | 42     | 0      |
| 1998/99   | «Чарльтон Атлетик»  | Прем'єр-ліга          | 6    | 0    | 0                | 0                | 0                      | 0                      | 0                | 0                | 6      | 0      |
| Всього    | Всього              | Всього                | 42   | 0    | 3                | 0                | 0                      | 0                      | 3                | 0                | 48     | 0      |
| 1999/00   | «Віган Атлетік»     | Другий дивізіон (ІІІ) | 7    | 0    | 0                | 0                | 3                      | 0                      | 0                | 0                | 10     | 0      |
| 1999/00   | «Редінг»            | Другий дивізіон (ІІІ) | 0    | 0    | 0                | 0                | 0                      | 0                      | 1                | 0                | 1      | 0      |
| Всього    | Всього              | Всього                | 410  | 30   | 34               | 1                | 40                     | 1                      | 22               | 1                | 506    | 33     |

### Збірна
| Збірна Уельсу | Збірна Уельсу | Збірна Уельсу |
| Роки          | Ігри          | Голи          |
| ------------- | ------------- | ------------- |
| 1986          | 2             | 0             |
| 1987          | 0             | 0             |
| 1988          | 2             | 0             |
| 1989          | 6             | 1             |
| 1990          | 1             | 0             |
| 1991          | 3             | 0             |
| 1992          | 8             | 2             |
| 1993          | 3             | 0             |
| 1994          | 4             | 0             |
| 1995          | 6             | 0             |
| 1996          | 5             | 0             |
| 1997          | 1             | 0             |
| Всього        | 41            | 3             |

### Тренерська
| Клуб                   | З                 | По                | Результат | Результат | Результат | Результат | Результат |
| Клуб                   | З                 | По                | І         | В         | Н         | П         | В%        |
| ---------------------- | ----------------- | ----------------- | --------- | --------- | --------- | --------- | --------- |
| «Квінз Парк Рейнджерс» | 23 листопада 2012 | 24 листопада 2012 | 1         | 0         | 0         | 1         | 00.00     |
| Всього                 | Всього            | Всього            | 1         | 0         | 0         | 1         | 0.00      |

## Досягнення
- Володар Кубка УЄФА: 1983/84
- Гравець року в «Норвіч Сіті»: 1990